# Счётные камеры
Счётные камеры — устройства, изначально использовавшиеся для подсчёта под микроскопом клеток крови, в настоящее время также применяющиеся для подсчёта и других типов клеток, а также различных микроорганизмов и микроскопических частиц. Представляют собой толстое предметное стекло с углублением посередине, имеющим глубину от 0,1 до 0,2 мм, на дне которого выгравирована счётная сетка, состоящая из квадратов определённой площади.

## Виды счётных камер

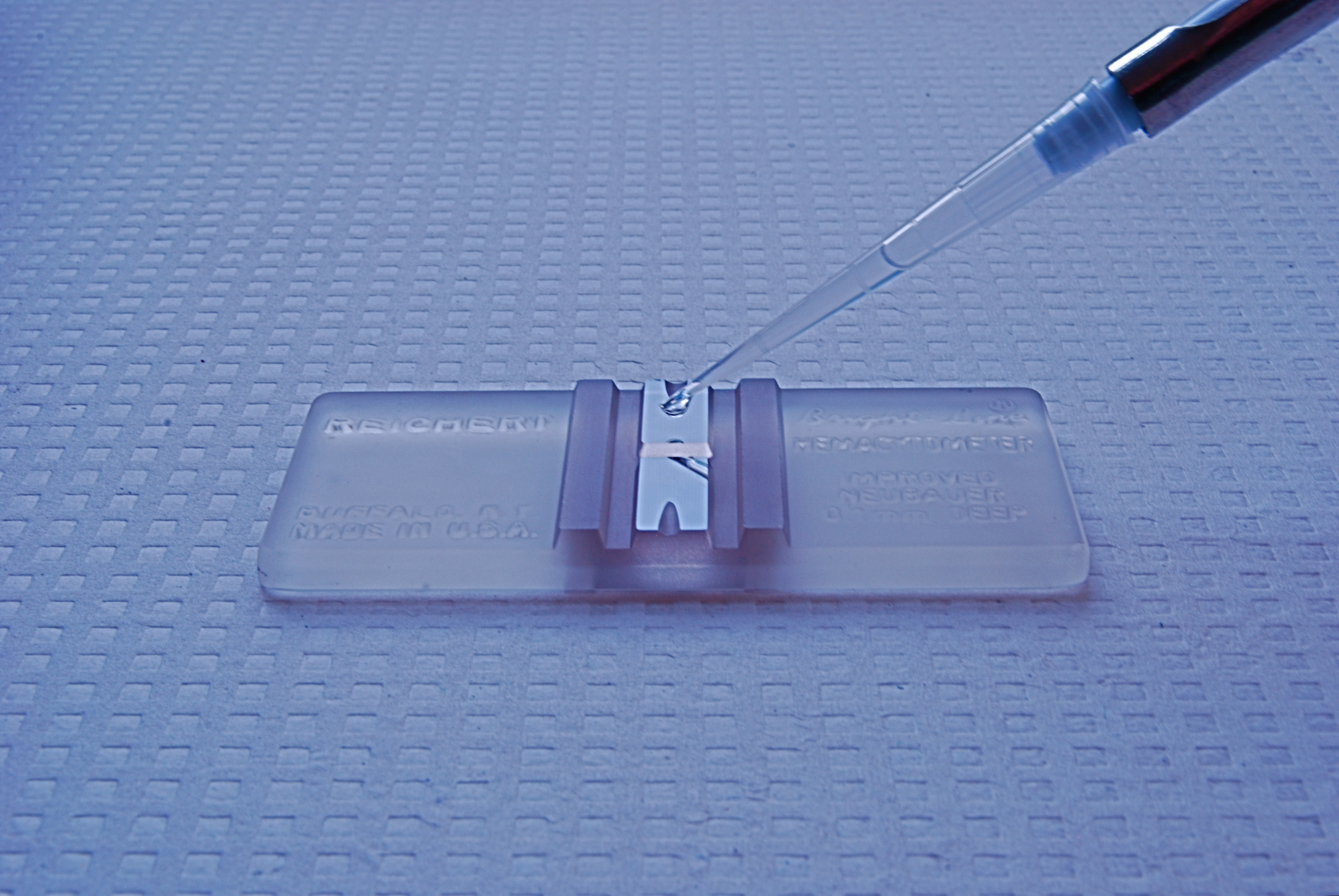
Счётная камера

Изготавливаются из оптического стекла (многоразовые) и пластика (одноразовые). Могут иметь одну камеру для подсчёта клеток (однокамерные) или же несколько (2-х, 4-х или 10-и камерные). В зависимости от количества и группировки квадратов сетки различают камеры: Предтеченского, Тома-Цейсса (Thoma-Zeiss), Бюркера, Нойбауэра, Горяева, а также гемоцитометр Малассе.

## Общий принцип использования

Строение счётной камеры

Перед началом работы необходимо убедиться, что покровное стекло чистое и плотно притёрто к поверхности камеры. Для этого покровное стекло аккуратно помещается на край счётной камеры и с небольшим давлением сдвигается двумя пальцами обеих рук к центру. При правильном размещении между стеклами можно наблюдать кольца Ньютона, свидетельствующими о расстоянии, соизмеримом с длиной волны света. В этом состоянии покровное стекло не соскальзывает с наклонённой счётной камеры. Затем разведённая капля исследуемой суспензии наносится на край покровного стекла и, под действием капиллярных сил, заполняет счётную камеру. Для проведения подсчёта камера помещается под микроскоп. В зависимости от методики и типа счётной камеры считаются клетки, находящиеся в больших или малых квадратах (во всех или только расположенных по диагонали). Количество подсчитанных объектов используется для расчёта концентрации и плотности клеток в образце.